# 派亞氏淋巴叢
派亞氏淋巴叢（英語：Peyer's patches），又稱培氏斑、派爾集合淋巴結，是有組織的淋巴結，以17世紀的瑞士解剖學家約翰·康拉德·派亞命名。它們是腸相關淋巴組織的一個重要部分，通常在人類的小腸最低部分發現，主要在遠端空腸和迴腸，但也可以在十二指腸中檢測到。

## 歷史
派亞氏淋巴叢在17世紀已經被幾個解剖學家觀察和描述過，但在1677年，瑞士解剖學家約翰·康拉德·派亞非常清楚地描述這種結狀構造，以至於它們最終以他的名字命名。然而派亞認為它們是向小腸排放一些促進消化的物質的腺體。直到1850年，瑞士醫生魯道夫·奧斯卡·齊格勒（Rudolph Oskar Ziegler）在仔細的顯微鏡檢查後提出，派亞氏淋巴叢實際上是淋巴腺。

## 構造
派亞氏淋巴叢是可觀察到的腸道上皮細胞的拉長增厚，長度為幾公分，在人體中發現約100個。在顯微鏡下，派亞氏淋巴叢顯示為橢圓形或圓形的淋巴濾泡（類似於淋巴結），位於迴腸的黏膜層，並延伸到黏膜下層。派亞氏淋巴叢的數量在15至25歲達到高峰，然後在成年期下降。在迴腸遠端，它們數量眾多，形成一個淋巴環。在人類中至少有46%的派亞氏淋巴叢集中在迴腸遠端25公分處。值得注意的是，不同個體的派亞氏淋巴叢的大小、形狀和分佈都有很大的差異。在成年人中，B細胞被認為是卵泡生髮中心的主導。T細胞存在於濾泡之間的區域。在單核細胞中，CD4+/CD25+（10%）細胞和CD8+/CD25+（5%）細胞在派亞氏淋巴叢中比外周血中更豐富。
派亞氏淋巴叢的特點是濾泡相關上皮（FAE），它覆蓋所有的淋巴濾泡。FAE與典型的小腸絨毛上皮不同：它有較少的杯狀細胞 ，因此黏液層較薄，而且它的特點是存在專門的M細胞或微皺褶細胞，它們提供從腔內吸收和運輸抗原的功能。此外，與腸道絨毛相比，FAE的基底層更加多孔。最後，FAE細胞對離子和大分子的滲透性較低，這基本上是由於緊密連接蛋白的較高表達。

## 功能
由於消化道的管腔暴露在外部環境中，其中大部分是潛在的病原微生物，因此派亞氏淋巴叢在腸腔的免疫監視和促進黏膜內免疫反應的產生方面確立了其重要性。
進入腸道的病原微生物和其他抗原會遇到巨噬細胞、樹突狀細胞、B細胞和T細胞，這些細胞在派亞氏淋巴叢和腸相關淋巴組織的其他部位發現。因此派亞氏淋巴叢對消化系統的作用就像扁桃體對呼吸系統的作用一樣，捕獲外來顆粒，監視它們，並將其消滅。
派亞氏淋巴叢被一種特殊的FAE所覆蓋，該上皮含有被稱為微皺褶細胞（M細胞）的特殊細胞，該細胞直接從管腔中取樣抗原並將其傳遞給抗原呈遞細胞（位於其基底面的獨特口袋狀結構中）。樹突狀細胞和巨噬細胞也可以通過將樹突延伸到經細胞的M細胞特異性孔中來直接對腔體進行採樣。同時FAE細胞的旁路被緊緊關閉，以防止抗原的滲透和與免疫細胞的持續接觸。T細胞、B細胞和記憶細胞在派亞氏淋巴叢遇到抗原時受到刺激，然後這些細胞傳到腸系膜淋巴結，免疫反應在那裡被放大。被激活的淋巴細胞通過胸導管進入血流，並前往腸道，在那裡執行其最終的效應器功能。 B細胞的成熟是在派亞氏淋巴叢中進行的。

## 臨床意義
儘管在免疫反應中很重要，但派亞氏淋巴叢中淋巴組織的過度生長是病理性的，因為派亞氏淋巴叢的肥大與特發性腸套疊密切相關。
擁有過多或大於正常的派亞氏淋巴叢與朊毒體疾病的風險增加有關。
沙門氏菌屬和脊髓灰質炎病毒也針對腸道的這一部分。